# Salon indien du Grand Café
Pour les articles homonymes, voir Grand café et Café Lumière.
Le Salon indien du Grand Café, situé 14 boulevard des Capucines dans le 9e arrondissement de Paris, est l'endroit où la première projection payante du Cinématographe des frères Lumière eut lieu le 28 décembre 1895.
À cet emplacement se trouve aujourd'hui le restaurant de l'hôtel Scribe.

## Historique
Fin 1895, un photographe, Clément Maurice, ami de la famille Lumière, loue pour eux cette modeste salle. M. Volpini, le propriétaire de la salle, n'a pas confiance dans le succès de l'opération, si bien qu'il préfère un loyer journalier de 30 francs aux 20 % de la recette qui lui sont proposés.
33 spectateurs émerveillés assistent à la première séance pour la somme d'un franc. La presse invitée manque à l'appel. Mais le bouche à oreille fonctionne, et bientôt la police doit intervenir pour contenir les 2 000 personnes qui veulent entrer dans la salle.
En ce jour historique, dix films de Louis Lumière,, sont projetés :
1. La Sortie de l'usine Lumière à Lyon ;
2. La Voltige ;
3. La Pêche aux poissons rouges ;
4. Le Débarquement du congrès de photographie à Lyon ;
5. Les Forgerons ;
6. L'Arroseur arrosé ;
7. Le Repas de bébé ;
8. Le Saut à la couverture ;
9. La Place des Cordeliers à Lyon ;
10. La Mer (Baignade en mer).

Matériel promotionnel
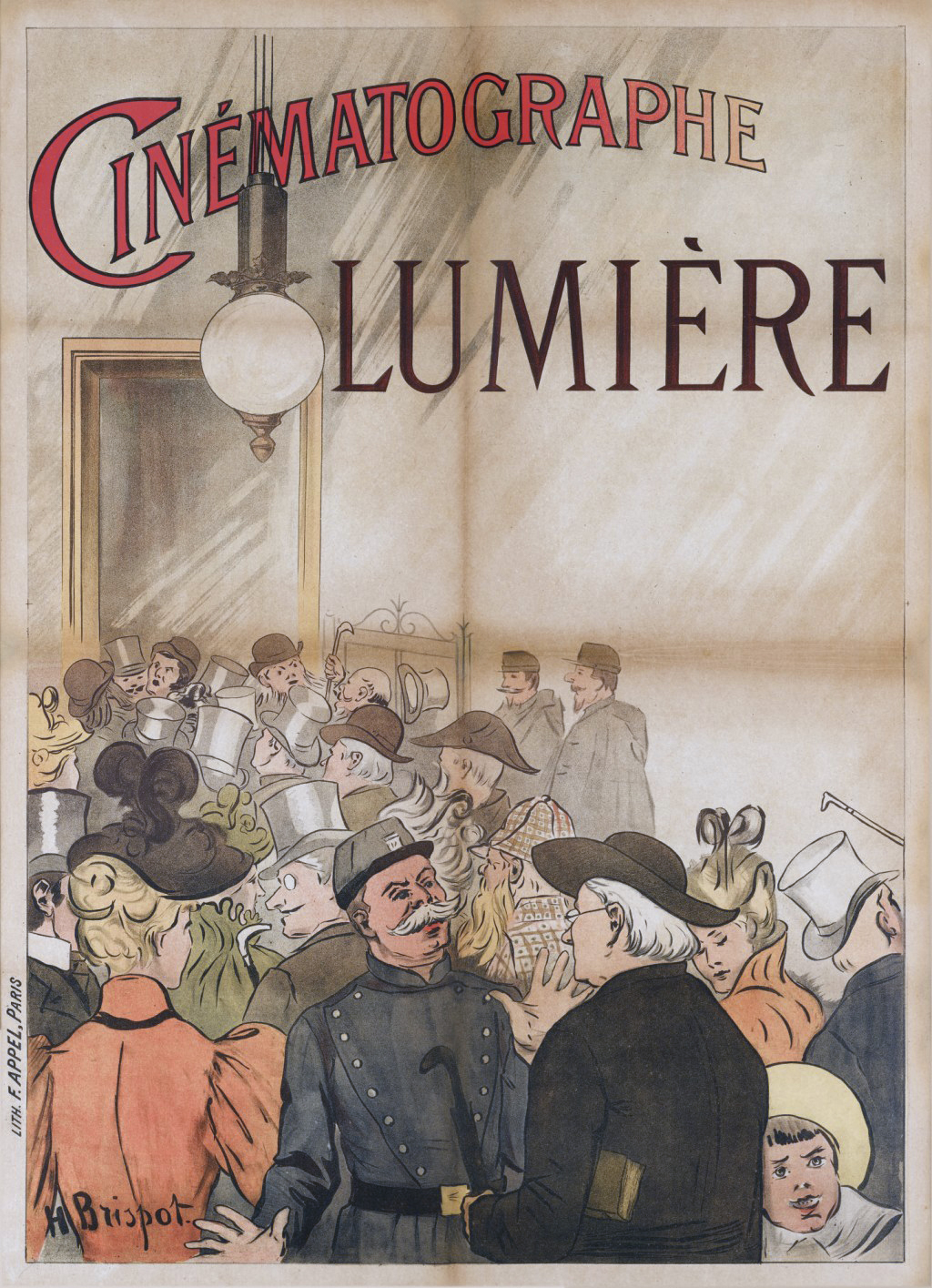
Affiche d'Henri Brispot pour les projections au Salon indien du Grand Café.
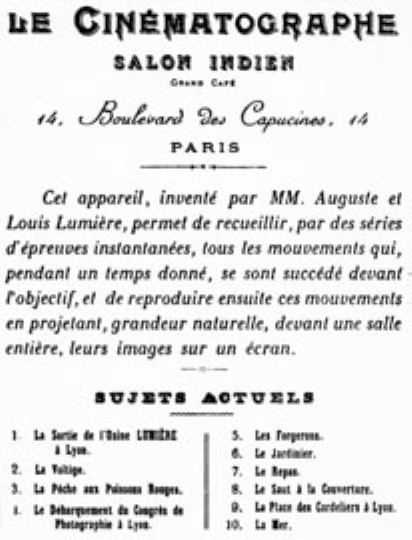
Programme de la projection du 28 décembre 1895 au Salon indien du Grand Café.

33 personnes assistent à la séance du samedi après-midi. Le succès est par la suite prodigieux : après trois semaines la recette s'élève entre 2 000 et 2 500 francs par jour.
À cet emplacement, l'hôtel Scribe ouvre en octobre 2008 son café-restaurant, baptisé Café Lumière en hommage au passé du lieu,. Il accueille en 2010 un festival de machinimas. En avril 2022, après deux ans de travaux dans l'hôtel Scribe, son restaurant prend le nom de Rivages ; au niveau –1 se trouve toujours une salle appelée “Le 1895” en souvenir du lieu de projection.

Commémorations
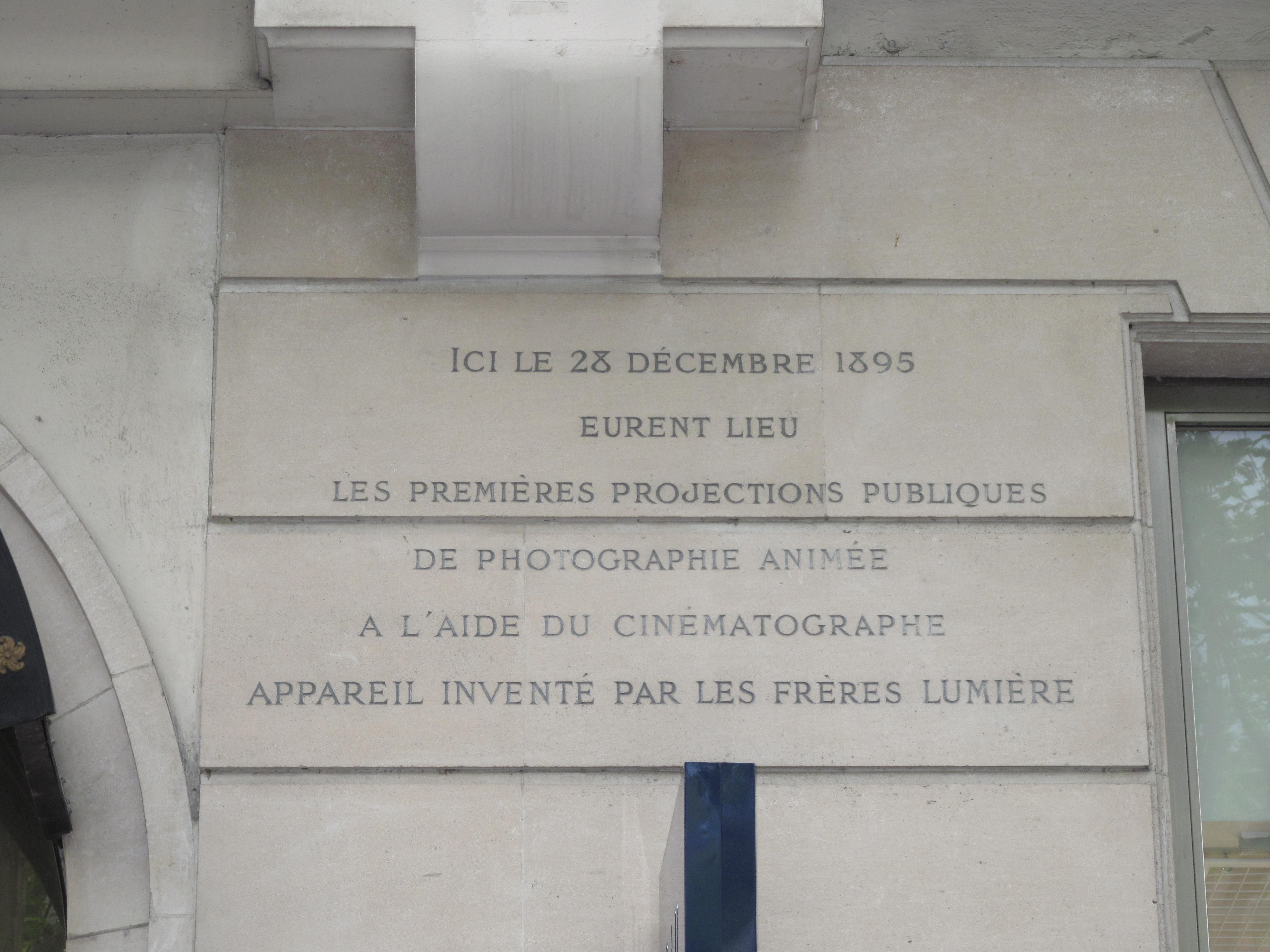
Inscription commémorative sur la façade du Café Lumière.
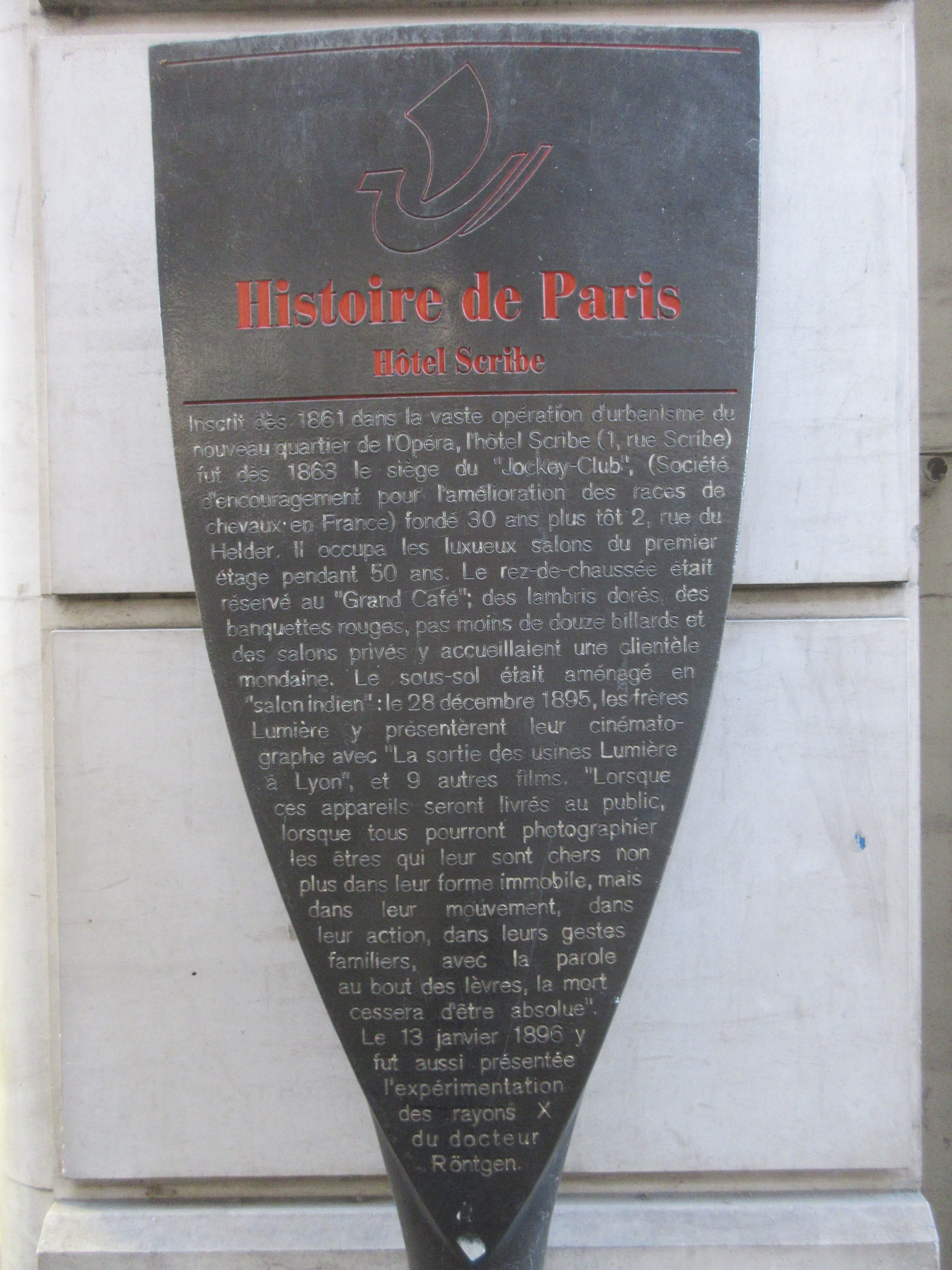
Panneau Histoire de Paris devant l'hôtel Scribe, relatant la première projection.

## Galerie des films
- La Sortie de l'usine Lumière à Lyon
- La Voltige
- La Pêche aux poissons rouges
- Le Débarquement du congrès de photographie à Lyon
- Les Forgerons
- L'Arroseur arrosé
- Le Repas de bébé
- Le Saut à la couverture
- La Place des Cordeliers à Lyon
- La Mer (Baignade en mer)